# RAB3A
RAB3A (англ. RAB3A, member RAS oncogene family) – білок, який кодується однойменним геном, розташованим у людей на короткому плечі 19-ї хромосоми. Довжина поліпептидного ланцюга білка становить 220 амінокислот, а молекулярна маса — 24 984.
| 10         |  | 20         |  | 30         |  | 40         |  | 50         |
| ---------- |  | ---------- |  | ---------- |  | ---------- |  | ---------- |
| MASATDSRYG |  | QKESSDQNFD |  | YMFKILIIGN |  | SSVGKTSFLF |  | RYADDSFTPA |
| FVSTVGIDFK |  | VKTIYRNDKR |  | IKLQIWDTAG |  | QERYRTITTA |  | YYRGAMGFIL |
| MYDITNEESF |  | NAVQDWSTQI |  | KTYSWDNAQV |  | LLVGNKCDME |  | DERVVSSERG |
| RQLADHLGFE |  | FFEASAKDNI |  | NVKQTFERLV |  | DVICEKMSES |  | LDTADPAVTG |
| AKQGPQLSDQ |  | QVPPHQDCAC |  |            |  |            |  |            |

A: Аланін

C: Цистеїн

D: Аспарагінова кислота

E: Глутамінова кислота

F: Фенілаланін

G: Гліцин

H: Гістидин

I: Ізолейцин

K: Лізин

L: Лейцин

M: Метіонін

N: Аспарагін

P: Пролін

Q: Глутамін

R: Аргінін

S: Серин

T: Треонін

V: Валін

W: Триптофан

Кодований геном білок за функцією належить до фосфопротеїнів. 
Задіяний у таких біологічних процесах, як транспорт, транспорт білків, екзоцитоз. 
Білок має сайт для зв'язування з нуклеотидами, ГТФ. 
Локалізований у клітинній мембрані, мембрані.